# Goswin Karl Uphues
Goswin Karl Uphues (* 13. März 1841 in Brochterbeck; † 10. September 1916 in Halle an der Saale) war ein deutscher Philosoph.

## Leben
Uphues studierte Philosophie und Theologie an der Westfälischen Wilhelms-Universität in Münster in Westfalen, 1867 wurde er römisch-katholischer Geistlicher. Bis 1876 war er als Erzieher und Lehrer an Privatschulen tätig. Nach seiner Lösung von der katholischen Kirche lehrte er von 1877 bis 1882 an der Kantonsschule in Aarau (Schweiz). 1881 trat er zur protestantischen Kirche über. Von 1882 bis 1884 war er wiederum Lehrer an einer Privatschule in Halle an der Saale. 1884 erfolgte seine Habilitation für Philosophie an der Martin-Luther-Universität Halle-Wittenberg, an der er von 1890 bis zu seinem Tode 1916 außerordentlicher Professor war.

### Werke
- Die philosophischen Untersuchungen der platonischen Dialoge Sophistes und Parmenides. Im Auszuge dargestellt und mit Erklärungen begleitet. Verlag Adolph Russell, Münster 1869. (Nachdruck Frankfurt am Main 1973)
- Elemente der platonischen Philosophie. Auf Grund des platonischen Sophistes und mit Rücksicht auf die Scholastik entwickelt. Verlag Rasse, Soest 1870. (Nachdruck Frankfurt am Main 1973)
- Reform des menschlichen Erkennens.  Verlag Adolph Russell, Münster 1874. (Nachdruck Frankfurt am Main 1973)
- Kritik des Erkennens. Würdigung der Erkenntnistheorie Eduards von Hartmann, Ueberwegs und der alten und neuen Scholastik. Münster 1876.
- Das Wesen des Denkens. Nach Platon. Verlag Hermann Schönrock, Landsberg Warthe 1881. (Nachdruck Frankfurt am Main 1973)
- Die Definition des Satzes. Nach den platonischen Dialogen Kratylus, Theaetet und Sophistes. Landsberg Warthe 1882. (Nachdruck Frankfurt am Main 1973)
- Wahrnehmung und Empfindung. Untersuchungen zur empirischen Psychologie. Verlag Duncker & Humblot. Leipzig 1888.
- Über die Erinnerung. Untersuchungen zur empirischen Psychologie. Verlag Duncker & Humblot. Leipzig 1889.
- Die Erkenntnis unserer selbst und anderer durch äußere Wahrnehmung. o. O. o. J.
- Psychologie des Erkennens vom empirischen Standpunkte. Bd. 1. Verlag Engelmann. Leipzig 1893.
- Die psychologische Grundfrage. Münster 1895.
- Sokrates und Pestalozzi. Zwei Vorträge, bei Gelegenheit der Pestalozzifeier gehalten. Verlag Skopnik. Berlin 1896.
- (I) Über die Idee einer Pädagogik als Bildungswissenschaft. [II] Über die Idee einer Philosophie des Christentums. Verlag Max Niemeyer. Halle/Saale 1901.
- Einführung in die moderne Logik. Teil 1: Grundzüge der Erkenntnistheorie. Als: Bücherschatz des Lehrers. Band 5. Verlag Zickfeldt. Osterwieck Harz 1901.
- Zur Krisis in der Logik. Eine Auseinandersetzung mit Dr. Melchior Palágyi. Verlag C. A. Schwetschke. Berlin 1903.
- Religiöse Vorträge. Verlag C. A. Schwetschke. Berlin 1903.
- Sokrates und Platon. Was wir von ihnen lernen können. Verlag Zickfeldt. Osterwieck Harz 1904.
- Vom Lernen. Verlag Zickfeldt. Osterwieck Harz 1904
- Vom Bewusstsein. Verlag Zickfeldt. Osterwieck Harz 1904.
- Vom Beweis. Verlag Zickfeldt. Osterwieck Harz 1904.
- Kant und seine Vorgänger. Was wir von ihnen lernen können. Verlag C. A. Schwetschke. Berlin 1906. (Nachdruck Europäischer Hochschulverlag. Bremen 2010.)
- Der geschichtliche Sokrates, kein Atheist und kein Sophist. Pädagogisches Magazin. H. 324. Verlag Beyer. Langensalza 1907.
- Geschichte der Philosophie als Erkenntniskritik. Leitfaden für Vorlesungen. Verlag Max Niemeyer. Halle Saale 1909.
- Erkenntniskritische Logik. Leitfaden für Vorlesungen. Verlag Max Niemeyer. Halle Saale 1909.
- Erkenntniskritische Psychologie. Leitfaden für Vorlesungen. Verlag Max Niemeyer. Halle Saale 1909.
- Einführung in die moderne Logik. Teil 1: Grundzüge der Erkenntnistheorie. 2., neuverfasste Aufl. 1913. Bücherschatz des Lehrers. Bd. 5. Verlag Zickfeldt. Osterwieck Harz 1913.
- Die Sinnenwelt und die Ideenwelt. Verlag Zickfeldt. Osterwieck Harz 1914.
- Sprachtheorie und Metaphysik bei Platon, Aristoteles und in der Scholastik. Herausgegeben von Kurt Flasch. Opuscula philosophica. Abhandlungen zur Philosophie und ihrer Geschichte. Hrsg. v. Kurt Flasch. Bd. 2. Minerva-Verlag. Frankfurt am Main 1973.